# Русский язык на Аляске
Русская речь зазвучала на Аляске во второй половине XVIII века, когда землепроходцы основали здесь первые поселения . Русский оставался главным языком региона на протяжении 134 лет пребывания будущего штата в составе России и в первые 17 лет после её продажи США. Однако с получением территорией статуса округа в 1884 году резко возрастает ассимиляционное давление со стороны американской администрации . В результате к 1960-м годам среди носителей русского языка остались лишь лица пенсионного возраста. Во второй половине XX — начале XXI веков число русскоязычных несколько увеличилось благодаря новым волнам переселенцев .
На современном этапе русский язык на Аляске отличается значительной неоднородностью:
- Старорусский язык ➤, на котором говорят потомки первооткрывателей региона (Нинильчик, Кадьяк, Узинки, Кенай, Анкоридж)[5];
- Говоры старообрядцев[6] (Николаевск, Раздольна, Качемак-село, Вознесенка, Аленева), которые испытали влияние лингвистической среды тех регионов, где они проживали: дальневосточные и сибирские диалекты[7], китайский, японский, корейский и португальский языки[1].
- Современный русский язык иммигрантов 1990-х и более поздних годов, число которых растёт (проживают, главным образом, в крупных городах)[8].

С момента ухода Российской империи с Аляски прошло около 150 лет, но следы её влияния заметны и в именах местных жителей, и в церковных обрядах, и в географических названиях .

## Историческая справка

### Русская Америка (1733—1867)
История открытия американских земель Россией начинается в 1733 году, с началом Великой Северной экспедиции. В 1772 было основано первое российское поселение — Уналашка. В 1799 году была создана Российско-американская компания, которая осуществляла управление территорией.
На Аляске и прилегающих к ней островах даже в годы нахождения в составе России не проживало значительного числа русских (около тысячи жителей). Как правило, купцы после добычи пушного зверя возвращались домой, на большую землю. Чины, купцы, шкипера и духовенство приезжали в колонии на 5 лет, рабочее сословие — на 7 лет. Образованию крупных постоянных поселений на территории Русской Америки мешала социальная политика империи: ни один представитель податных сословий не мог быть перемещён на новые земли без разрешения властей. Купцы, в отличие от дворянства, не имели возможностей завезти сюда крепостных крестьян. Таким образом, основную массу населения американских колоний составляли сами служащие Российско-американской компании, которые заслужили статус свободного сословия под названием «колониальные граждане». С течением времени многие из них стали создавать семьи с представителями коренных народов. Дети от таких смешанных браков назывались креолами.
Покорение нового континента шло бок о бок с распространением культуры. Первые русская школа и библиотека при ней появились в 1784—1786 годах на территории Аляски благодаря стараниям выдающегося купца и мореплавателя Григория Шелихова. Основанная им школа на Кадьяке располагала 286 единицами учебной, технической и гуманитарной литературы, привезённой из Москвы и Охотска. К 1802 году учебное заведение пришло в упадок и стало подчиняться Российско-американской компании. В 1805 году на базе его было создано училище с двумя классами образования, которое посещали до 100 учеников. В 1825 году оно практически было ликвидировано: большая часть преподавательского состава была переведена в Ново-Архангельск.
Вскоре ещё один купец Павел Лебедев-Ласточкин дал начало второй русской школе в Русской Америке.
Город Ново-Архангельск был культурной столицей владений Российской империи в Америке. Здесь работало множество учебных заведений, среди которых: «Общее училище Российско-Американских колоний» (учреждено в 1859 году), школа для мастеровых и писарей, школа для девочек, духовное училище (осн. в 1841). Известна практика отправки самых способных местных учеников на дальнейшее обучение в Россию.
Значительные усилия колониальная администрация прилагала для просвещения покорённых коренных народов. Специально для местных жителей открывались учебные заведения (в частности, на островах Уналашка, Атка и Беринга). Для ряда народов была создана письменность.
С учреждением в 1796 году Аляскинской православной миссии распространение русской культуры среди туземцев ускорилось. Вместе с крещением представители коренных народов получали русское имя и фамилию. Многие из новообращенных сами прилагали усилия для обучения соплеменников русской грамоте и основам христианства. При каждой церкви действовала церковно-приходская школа с библиотекой.
Кадьяк и Ново-Архангельск славились своими обширными книжными собраниями литературы на русском языке.
В целом население Русской Америки отличалось высоким уровнем грамотности. Книжный багаж среднего жителя включал церковную литературу, издания по точным наукам, а также газеты и журналы, привезённые из обеих столиц. Проживавший в этих землях учёный и декабрист Лаврентий Загоскин отмечал:
В частной, обыкновенной жизни человека смело можно считать Ситху ближе к Петербургу, чем большую часть наших провинциальных городов

### Департамент Аляска (1867—1884)
В 1867 году руководство Российской империи приняло решение продать территорию США.
После продажи Аляски большая часть переселенцев покинула территорию. Для оставшихся старожилов, части коренных народов и потомков от смешанных браков (креолов) русский язык превращается в один из факторов самоидентификации.
Несмотря на потерю территории, администрация Российской империи не теряла связи с населением Аляски: поддержку получали православные общины, с большой земли высылались метрические книги и духовная литература.
Первые годы после передачи земли американцы не предпринимали ожесточённых мер по ассимиляции местного населения, политика в гуманитарной сфере не проводилась, что оказывало благотворное влияние на русскоязычную и православную среду региона.
Первые попытки американизации имели фрагментарный характер. Так, государственный секретарь США Уильям Сьюард предложил Агапию Гончаренко, беглецу из Российской империи, основать издание для жителей Аляски. Первым результатом такого сотрудничества стала типография в Сан-Франциско, выпустившая русско-американский фразеологический словарь. В 1871 году типография Гончаренко издала учебное пособие по английскому языку, предназначенное для аляскинских школ.
В 1868 году Гончаренко начал выпускать двуязычную газету «Вестник Аляски» (англ. Alaska Herald). Выходила она раз в две недели и имела объём в 8 страниц. Печатавшиеся в ней материалы на русском помогали читателю сориентироваться в новой американской реальности (в частности, в газете вышел перевод Конституции США за авторством самого Гончаренко). Англоязычные колонки, наоборот, освещали политикум и социум Российской империи. С 4-го выпуска русский раздел получил отдельное название — «Свобода». Негативные выказывания в адрес американской военной администрации, печатаемые на страницах газеты, привели к полному сокращению финансирования со стороны правительства США. Однако Гончаренко это не остановило, и он продолжил издательскую деятельность на личные сбережения до 1873 года.

### Округ Аляска (1884—1912)
В 1884 году административный статус Аляски претерпел изменения. Был учрежден ряд исполнительских должностей, в том числе губернатор. С этого времени начинается агрессивная политика по американизации местного населения.
Фанатичный религиозный деятель Шелдон Джексон, заведовавший делами образования в округе в 1885—1908 годах, возглавил борьбу со школьным преподаванием на русском и языках коренных народов. В рамках националистической политики под запрет попало книгоиздание на всех местных языках, кроме английского. Всякий, кто пытался этому воспротивиться, подвергался наказаниям и травле: так, детям за разговоры по-русски мыли язык с мылом.
В 1910 году школы на Аляске перешли в подчинение Бюро по делам индейцев, которое сделало немало для уничтожения культурного многообразия региона. В 1912 году была закрыта последняя школа, в которой обучение велось как на русском, так и на алеутском языках.
Не лучшим образом на русскоязычном пространстве территории сказалась и золотая лихорадка, которая привлекла с основной территории США значительные потоки мигрантов. Начинается быстрый рост населения округа. Запускается оживлённая миссионерская деятельность американских церквей, открываются англоязычные школы.
Но даже в эти тяжёлые для русского языка годы на Аляску приходила православная периодика. На Аляску высылался официальный синодальный журнал «Церковные ведомости», «Американский православный вестник» (печатался в Нью-Йорке с 1896 года), газеты «Свет» (с 1897 года) и «Русский эмигрант». Последнее издание было основано в 1912 году аляскинским епископом Александром Немоловским.

### Территория Аляска (1912—1959)
В 1920-х и 30-х образовательная система на Аляске находилась в ведении протестантской церкви, несмотря на то что на остальной территории Соединённых Штатов религия была отделена от государства. Конфессиональные деятели продолжают политику уничтожения неанглоязычных культур. Закрываются русские школы, на их месте появляются американские.
Тем не менее, в первой половине XX века русский язык ещё был в ходу у образованного населения.

### Штат Аляска (1959 — настоящее время)
Во второй половине XX века ряды русскоязычных на Аляске пополнились благодаря новым волнам миграции на Аляску. Первую из них составили старообрядцы, поселившиеся здесь в конце 1960-х. Россию они были вынуждены покинуть в конце XIX — начале XX века. Сначала они попробовали закрепиться в Китае, но после прихода к власти коммунистов в 1949 году бежали на территорию Австралии и Южной Америки. С последней часть общины решила переселиться на Аляску. Удалённая и неосвоенная территория была выбрана намеренно, чтобы избежать ассимиляции с американцами. Они поддерживают тесные связи с другими старообрядческими общинами, раскиданными по всему свету: для общения используются средства Всемирной Сети: видеосвязь, электронная почта и т. д. Известны сезонные рабочие миграции староверов из Южной Америки на Аляску.
Каждое поселение со значительным процентом жителей старообрядцев построило школу с обязательным изучением русского языка. Первое такое учебное заведение староверы основали в 1970 году. Согласно программе, в первые три года учащиеся постигали азы русской грамоты и только потом брались за освоение английского. По состоянию на 2007 год действовало три русские школы, где обучались дети старообрядцев: в Николаевске, Раздольне и Качемак-селе.
Несколько увеличилось число русскоговорящих после распада СССР. Иммигранты новой волны осели главным образом в крупнейших населённых пунктах региона — Фэрбанксе и Анкоридже. Лишь небольшая их доля избрала в качестве места жительства Делта-Джанкшен. Язык, на котором говорит эта группа приезжих, наиболее близок к современному русскому, поскольку подавляющая их часть приехала из России, Украины и Белоруссии. Основной мотив, сподвигший их на смену гражданства, лежит в экономической плоскости. И лишь в крайне редких случаях причиной были религиозные мотивы.
После объявления территории штатом политика американской администрации по ассимиляции местного населения стала менее ожесточённой, и стал возрастать интерес к местным культурам, в том числе и к русской.
Часть русской диаспоры прилагает значительные усилия для сохранения родного языка. Так, в 2001 году был образован «Русский Хор на Аляске» (англ. Russian-American Colony Singers, RACS), который исполняет народные и религиозные песни. Коллектив состоит из 20 человек — как мужчин, так и женщин. География выступлений хора охватывает не только штат Аляска, но и города Сибири и Дальнего Востока. Руководитель RACS Злата Лунд стала лауреатом российской премии в области развития общественных связей Серебряный Лучник-2011, вручение которой проходило в Посольстве России в Вашингтоне.
Ежегодно при поддержке Посольства России в США и МИДа проводится фестиваль русской культуры «Белые ночи» (англ. White Nights).
Русский язык является частью программы в следующих учебных заведениях штата:
- Школьное образование:
  - Начальная школа «Тернеген» (англ. Turnagain Elementary School) в Анкоридже;
  - Начальная школа «Перл-Крик» (англ. Pearl Creek Elementary) в Фэрбанксе;
  - Двуязычная школа «Вознесенка» (англ. Voznesenka — Bilingual) в Хомере;
  - Западная старшая школа — «Ромиг-Мидл» (англ. West High School/Romig Middle) в Анкоридже;
  - Старшая школа «Бартлетт» (англ. Bartlett High School) в Анкоридже;
  - Старшая школа Чуджиак (англ. Chugiak High School);
  - Школа «Дельта» (англ. Delta School) в Джуно;
- Высшее образование:
  - Университет штата Аляска в Анкоридже (англ. University of Alaska Anchorage);
  - Университет штата Аляска в Фэрбанксе (англ. University of Alaska Fairbanks).

Согласно переписи населения 2010 года, русский язык назвали в качестве родного 3 912 жителей Аляски.

## Аляскинский диалект русского языка
Структура старорусского языка (Нинильчик)
 Обычный русский язык (78 %) Локальные неологизмы (3 %) Устаревшие слова (XIX век) (3 %) Диалектизмы (4 %) Русская лексика с изменённым значением (4 %) Русская лексика с изменённой формой (5 %) Заимствования (английский, денаина, алютик) (3 %)
На Аляске используется диалект (или группа диалектов) русского языка в том виде, в каком он был ещё в XVIII веке. Сами уже немногочисленные носители называют его славянским или старорусским. Данный идиом имеет существенное отличие от прочих форм русского языка, поскольку имеет изолированный характер. С прочими зависимыми территориями Российская империя имела непосредственный территориальный контакт, что позволяло транслировать «исконную» форму языка. Основную массу русскоязычных на Аляске после 1867 года составляли потомки смешанных браков (креолы), для которых он был частью идентичности.
К 1960-м годам подавляющая часть носителей старорусского языка проживала в двух населённых пунктах — Нинильчике (см. говор деревни Нинильчик) и Афогнаке. Население последнего в 1964 году было вынуждено спешно переехать в деревню Узинки из-за последствий Великого Аляскинского землетрясения. Некоторое число владеющих старорусским проживает в городах Кадьяк, Кенай, Анкоридж.
К началу XXI века старорусский язык перестал быть средством общения между людьми. По состоянию на 2009 год свободно изъясняться на нём могли лишь представители старшего поколения в пенсионном возрасте. Его область применения ограничивается определённым набором ситуаций: свадьба, похороны, посещение церкви, карточные и уличные игры. Знание символов русского алфавита для потомков первых переселенцев является почти уникальным.
В настоящее время старорусский язык находится в стадии исчезновения.

## Языковое наследие

### Ономастика
Практически каждый житель региона имеет два имени: одно он получает при обряде крещения, второе является официальным, «паспортным». Обычно оба имени имеют фонетическое сродство (например, Елена — Helen). Русское происхождение фамилий выдает окончание -офф или -ов. Отчества практически уже не используются.
Значительная доля коренных народов Аляски носит русские имена и фамилии. Особенно часто они встречаются у атабасков и эскимосов. Нередко туземцы в качестве фамилии берут русское имя (например, Николай, Иван или Эван и др.).
Ниже представлена таблица с примерами русских имён у представителей коренных народов на Юго-Западе Аляски.
| Поселение      | Имена и фамилии |
| -------------- | --- |
| Диллингем      | Deacon Wassillie Gust, Mat-Lena Nick, Matrona Jenkins, Ivan Antone Gust, Nick Neketa, Sassa Alexandra, Timothy Nick, Alexandria Katherine, Tarryn Panamarioff |
| Эквок          | Constantine Johnson, Kathy Johnson |
| Нью Стюахок    | Sophie Alexie, фамилия Gust (Alexie, Janae Daria, Zachary, Anita), Nadezhda Walcott, Wassillie Andrew, Anthony James, Alexie Panamarioff, Mary Kusma, Tamara Moffitt, Natalia Apokedak, семья Wonhola (Sophia, Wassillie, Fedosia, Evan), Evangaline Chunak, Fevronia Neketa, |
| Колиганек      | Sophie A. Ishnook, Mary Apokedak, Natasha Hobson, Gusty Wassily, Tatiana |
| Слитмют        | Kaitlynn N. Effemka, Evan Andreanoff, Donavon Alexie, Wassillie Jonah Gregory, Chelsea Zaukar |
| Аниак          | Helen Alexie, Tonia Deacon, Veronica Kameroff, Breanna Simeon |
| Нижний Калскаг | Glenn Kameroff, Anna Alexandria, Olga Sarah Evan, Анастасия, Пелагея |
| Рашен Мишен    | Oxenia Evan, Natasha Alexie, Vassalisa Askoak, Evan Kozevnikoff, Tatiana Changsak, Sophia Maria, Иванов Ka-Beera Simeon |

### Религия
Православие на Аляске после продажи земли американцам получило значительный импульс к развитию. Местное население воспринимало духовную жизнь как способ сопротивления насильственной ассимиляции. Подавляющее большинство сохранившихся поныне культовых сооружений было построено уже при американской власти. Даже в начале XXI века религия развивается здесь достаточно динамично, и всё чаще детей крестят по православному обряду. Для многих коренных народов православие стало одним из факторов идентичности.
Значительная часть коренных жителей региона наизусть знает молитвы и песнопения на русском изводе церковнославянского, не владея при этом русским языком и не понимая истинного смысла текстов. Нередко во время богослужения произносят слова, фонетически схожие с выражениями «Господи, благослови» и «Славься, Господи». Подобная ситуация аналогична роли латыни в католической церкви.

### Топонимия
Русскоязычная топонимическая история Аляски длилась около 125 лет. Происхождение географических названий, дававшихся первопроходцами, было разнообразно:
| Источник                   | Примеры |
| -------------------------- | --- |
| Имена выдающихся личностей | Это самая распространённая группа топонимов: острова Деларова, архипелаг Александра, вулкан Вениаминова и др.                                                                                                |
| Морские наблюдения         | мыс Потайникоф (Potainikof, «потайник» значит «мель» на поморском наречии), острова Отстоя (Otstoia), Поворотни (Povorotni) и Неповоротни (Nepovorotni), залив Партов (Partov, «портовый»).                  |
| Названия русских кораблей  | скала Царица (Tsaritsa Rock), остров Решимости (Reshimosti, по названию судна штурмана Ивана Васильева) |
| Растения                   | острова Еловый (Elovoi), Сосновый (Sosnovoi), Лесной (Liesnoi, архипелаг Александра), мыс Малина (Malina, на острове Афогнак)                                                                                |
| Животные                   | мыс Бобровый (Bobrovoi), вулкан Бобров, посёлок Моржовой, озеро Китой (Kitoi), остров Касаточий (Kasatochi), город Белуга                                                                                    |
| Птицы                      | остров Чаячий (Chaichei), остров Урилов (Urilof, урилами называли краснолицых бакланов), мыс Старичков (Starichkof, по названию птицы обыкновенный старик), озеро Говорушка (по имени одного из видов чаек), |
| Цвета                      | скала Белая (Bieli), мыс Красный (Krasni), остров Чёрный (Cherni) |
| Местоположение объекта     | мыс Последний (Posledni), Средний (Seredni) и Середка (Seredka), остров Соседний (Sisedni) |
| Форма объекта              | мыс Тонкий (Tonki), около 14 топонимов носят название Толстый (Tolstoi), залив Низменный (Nismeni), бухта Низкая (Nizki), остров Высокий (Viesoki)                                                           |

После 1867 года с карты исчезли тысячи русскоязычных названий. Начался процесс американизации топонимов, основными формами которой были:
- замена одного слова другим: Ново-Архангельск → Ситка;
- транслитерация: остров Низкий → Nizki Island;
- перевод: Крысьи острова → Rat Islands.

Однако даже после установления американской администрации ряд топонимов получал русские имена в знак уважения к первооткрывателям региона. Среди них — холмы Самовар (Samovar Hills, присвоено в 1890 году), гора Чайка (Chaika, 1934 год) в проливе Танага, мыс Разбитые (Razbitie, 1928 год) на острове Чичагова, озёра Сабака (Sabaka), Егумен (Egumen), Тайга (Taiga) и Тундра (Tundra) — все находятся на территории Кенайского национального парка и были даны в 1963 году. Часто американцы использовали прилагательное русский для именования новых объектов на карте: парк Русский Джек Спрингс (Russian Jack Springs Park), Русские горы (Russian Mountains), Русская река.
По степени влияния на топонимию Аляски русский язык уступает лишь английскому и языкам коренных народов.

### Заимствования в лексике
Русские землепроходцы для атабасков, алеутов и эскимосов были первыми представителями западной культуры. На алеутском языке слово «казак» служит для обозначения любого представителя европеоидной расы. На протяжении XVIII—XIX веков шёл интенсивный процесс заимствования русскоязычных названий блюд, предметов одежды, быта и т. д. Так, к примеру, были адаптированы слова:
- «сухари» → сухале (верхнекускоквимский)[59];
- «чайник» → цайнеч (тот же язык)[59];
- «машина» → масинак (здесь и ниже — юпикские языки)[60];
- «ложка» → лускак[60];
- «вилка» → вилкак[60];
- «молоко» → молокук[60];
- «хлеб» → клибак[60];
- «картошка» → кахтухак[60];
- «сахар» → сахалак[60].